# Biollante
(Genshiro Shiragami)
Biollante (ビオランテ?, Biorante) è un personaggio immaginario dell'universo di Godzilla. 
Apparsa per la prima volta in Godzilla contro Biollante del 1989, si tratta della figlia di uno scienziato che la riporta in vita ibridando il suo DNA con quello di Godzilla e di una rosa. Concepita durante la fine della Guerra Fredda che portò con sé la fine della paura per le armi nucleari rappresentati da Godzilla, Biollante venne definita un simbolo della controversia dell'ingegneria genetica. È stata generalmente ben ricevuta, apparendo all'ottavo posto nell'elenco dei dieci miglior nemici di Godzilla su WatchMojo.

## Biografia
Dopo gli eventi di Il ritorno di Godzilla nel 1984, Dottor Genshiro Shiragami tenta di utilizzare le cellule del mostro per modificare varie piante per trasformarle in prodotti agricoli capaci di sopravvivere nei climi ostili. I suoi tentativi iniziali sono ostacolati quando un'esplosione distrugge il suo laboratorio e uccide sua figlia Erika. Shiragami incrocia i geni di sua figlia defunta con quelli di una rosa, che viene quasi distrutta cinque anni dopo durante un terremoto. Sperando di rendere la pianta immortale, Shiragami l'incrocia con le cellule di Godzilla, col risultato di creare un ibrido mutante che lui nomina Biollante. La creatura si assedia nel Lago di Ashi, dove comincia a chiamare il suo progenitore, Godzilla. Godzilla arriva e brucia Biollante con il suo raggio atomico, riducendola in una nube di spore. Le spore atterrano presso Osaka nella forma di un mostro con tratti più da Godzilla che pianta, e riesce a tener testa a Godzilla, ormai indebolito dal batterio anti-nucleare. In seguito, Biollante si disintegra e galleggia nello spazio, lasciando brevemente un'immagine di Erika fra le sue spore.
Biollante appare brevemente in un flashback nel film Gojira VS Spacegojira, dove viene ipotizzato che le sue cellule vaganti avessero contribuito nella nascita di SpaceGodzilla.

## Creazione
Biollante fu prima concepita dal dentista Shinichiro Kobayashi, il vincitore d'un concorso di scrittura per un sequel di Il ritorno di Godzilla. Nel sviluppare il personaggio, Kobayashi tenne in mente come si sarebbe sentito se dovesse morire sua figlia, e lo fuse con un'immagine mentale di Godzilla divorato da un fiore. La sua idea per l'origine di Biollante non divarcava troppo da quella presente nel film, benché la creatura fu raffigurata nel suo abbozzo mantenendo l'intelligenza e le memorie di Erika e senza un collegamento genetico con Godzilla. Il Biollante di Kobayashi avrebbe comunicato con una giornalista attraverso immagini telepatiche di fiori con facce umane, e la sua forma finale sarebbe stata dotata d'una faccia di donna.
L'artista degli effetti speciali Koichi Kawakita fu incaricato da Toho di creare Biollante dopo avendo visto le sue opere nel film Gunhed. Kawakita utilizzò gli stessi artisti di Gunhed, ma costruire le marionette di Biollante fu problematico, e il modello per la forma finale del mostro fu ricevuto con incredulità da parte del suo team. La prima forma di Biollante fu raffigurato da Masao Takegami, che si accovacciò nella porzione centrale del modello su una piattaforma sopra l'acqua. Mentre i movimenti della testa erano semplici d'operare, l'attore Kenpachiro Satsuma, nei panni di Godzilla, trovò difficile a reagire ai colpi delle liane del mostro, siccome non offrivano alcuna tensione, quindi fu necessario fingere di ricevere colpi da essi, anche se non poteva percepirli. L'artista Shinji Nishikawa inizialmente disegnò la forma finale di Biollante con una testa simile a un fiore con quattro mandibole a forma di petali, ma i produttori del film insistettero che avesse un cranio più simile a quello d'un rettile. La forma finale del mostro si dimostrò ancora più difficile d'adoperare della prima, siccome le sue liane richiedevano ore di preparazione per la scena di combattimento, e servivano 32 fili per muoverle, più del necessario per King Ghidorah nel film seguente. C'era scarsa visibilità nel costume del Biollante finale, così rendendo difficile per Takegami il mirare la testa del mostro nelle scene in cui vomitava resina, una sostanza che macchiava permanentemente qualsiasi oggetto su cui atterrava.

## Apparizioni

### Film
- Godzilla contro Biollante (1989)
- Gojira VS Spacegojira (1994; cameo)

### Videogiochi
- Super Godzilla (1993)
- Godzilla Trading Battle (1998)
- Godzilla: Save the Earth (2004; sbloccabile solo attraverso l'emulatore PCSX2)
- Godzilla: Unleashed (2007)
- Godzilla: The Game (2014)
- Godzilla Defense Force (2019)
- Godzilla: Battle Line (2021)

### Fumetti
- Godzilla: Rulers of Earth (2013-2015)
- Godzilla: Cataclysm (2014)
- Godzilla: Oblivion (2016)